# Symfonieorkest Bellitoni
Het Symfonieorkest Bellitoni uit Den Haag werd in 1979 opgericht op initiatief van een aantal oud-studenten. Oorspronkelijk een kamerorkest, groeide het in de jaren tachtig uit tot een ensemble met een volwaardige bezetting. Tot zijn overlijden in 2009 heeft het orkest bijna twintig jaar lang onder leiding gestaan van de Roemeense dirigent Alexandru Lascae. Sinds 2009 is dirigent Jurjen Hempel de vaste dirigent van het orkest.

## Omschrijving
Bellitoni is een van die typisch Nederlandse amateur symfonieorkesten die op zeer hoog niveau musiceren. Het orkest bestaat voor een groot gedeelte uit oud-leden van o.a. het Nederlands Studenten Orkest of het Nationaal Jeugd Orkest. Binnen het tijdsbestek van circa anderhalve maand wordt in een flink aantal repetities een concertprogramma podiumrijp gemaakt en uitgevoerd.

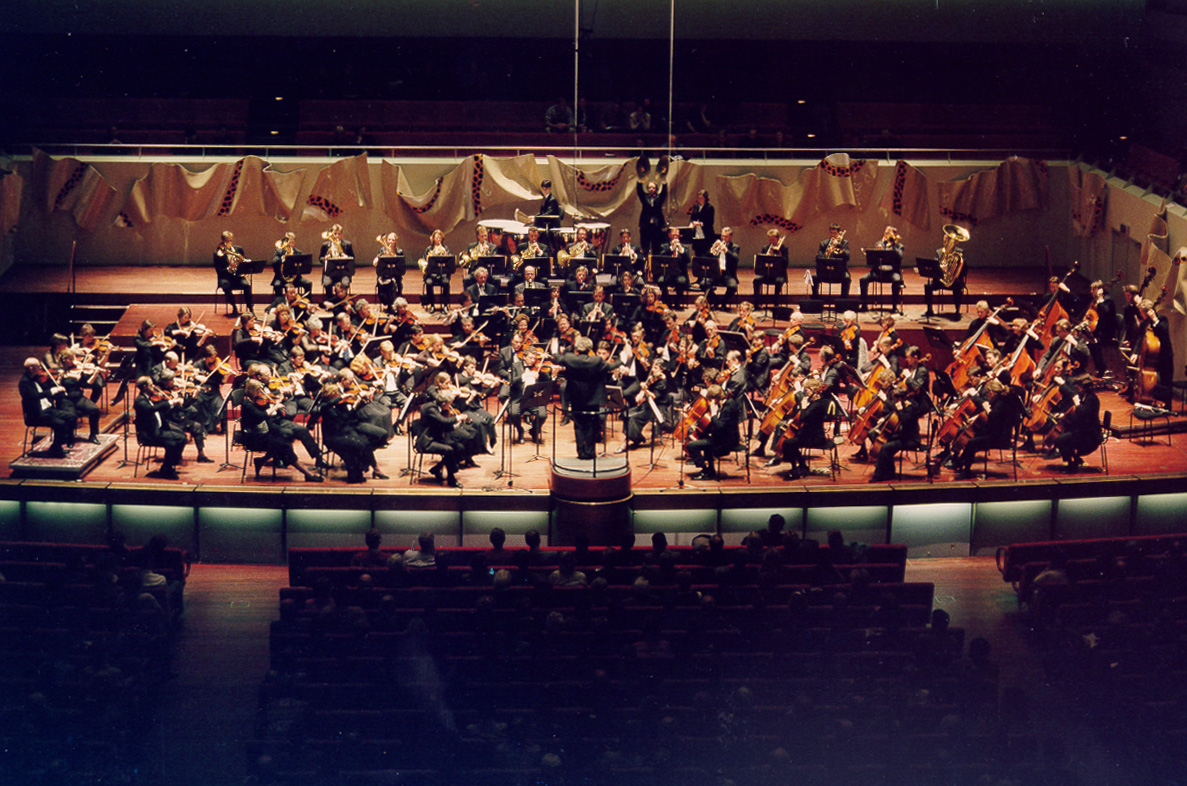
Symfonieorkest speelt in de Haagse Dr. Anton Philipszaal

Het orkest komt twee keer per jaar bijeen, en wisselt per keer van samenstelling. Met een groot aantal steeds terugkerende gezichten heeft Bellitoni in de loop der jaren een heel eigen identiteit gekregen. De sfeer in het orkest wordt niet alleen bepaald door het feit dat nieuwe leden nog altijd via het vriendencircuit worden geworven, of door de gevarieerde leeftijdssamenstelling – tussen de 20 en 60 jaar –, maar ook doordat er bij de repetities wordt gewerkt met een maximale mengeling van gedrevenheid en gezelligheid; tijdens de concerten wordt dit enthousiasme dan ook altijd gehoord en gevoeld.
De inspiratie van de huidige dirigent, Jurjen Hempel, draagt hieraan in ruime mate bij. Hij weet het geheel uit amateur-musici bestaande orkest met charme, vasthoudendheid en humor te bewegen zich keer op keer nóg professioneler in te zetten.
Het orkest werkt zeer regelmatig met solisten van internationale allure. Zo werden concerten gegeven met o.a.: Pieter Wispelwey, Charlotte Margiono, Godfried Hoogeveen, Alexander Kerr, Gregor Horsch, Miranda van Kralingen, Joris van Rijn, Theodora Geraets, Frederieke Saeijs, Viktor Liberman en Quirine Viersen.